# Trener
Trener – osoba zajmująca się przygotowaniem fizycznym i psychicznym swoich podopiecznych (najczęściej grupy) w wielu dziedzinach życia, m.in. sportu. Najczęściej wyspecjalizowany jest w jednej, konkretnej dyscyplinie (np. piłka nożna, koszykówka czy gimnastyka). Jego zadaniem jest umotywowywanie i wyszkolenie osób, z którymi pracuje.
W kształceniu ustawicznym trenerem nazywa się osobę prowadzącą szkolenie, którego celem jest nie tyle przekazanie wiedzy, co trenowanie odpowiednich umiejętności i zachowań, np. prowadzenie rozmowy sprzedażowej, publiczne przemawianie, czy też umiejętne planowanie czasu. Zawód trenera nie jest jednoznaczny z zawodem coacha, gdyż inna jest rola coacha i trenera. Według Coaching Institute, rolą coacha jest głównie odkrycie wiedzy w kliencie, jego własnych rozwiązań oraz jego potencjału.
W kształceniu policealnym trenerem nazywa się osobę prowadzącą zajęcia praktyczne, których celem jest kształtowanie umiejętności praktycznych i świadczenie usług w zakresie opanowanych umiejętności.